# 三芒雀麦
三芒雀麦（学名：Bromus danthoniae）为禾本科雀麦属下的一个种。

## 扩展阅读
- 維基物種上的相關：三芒雀麦